# Wilhelm Adolf Lette

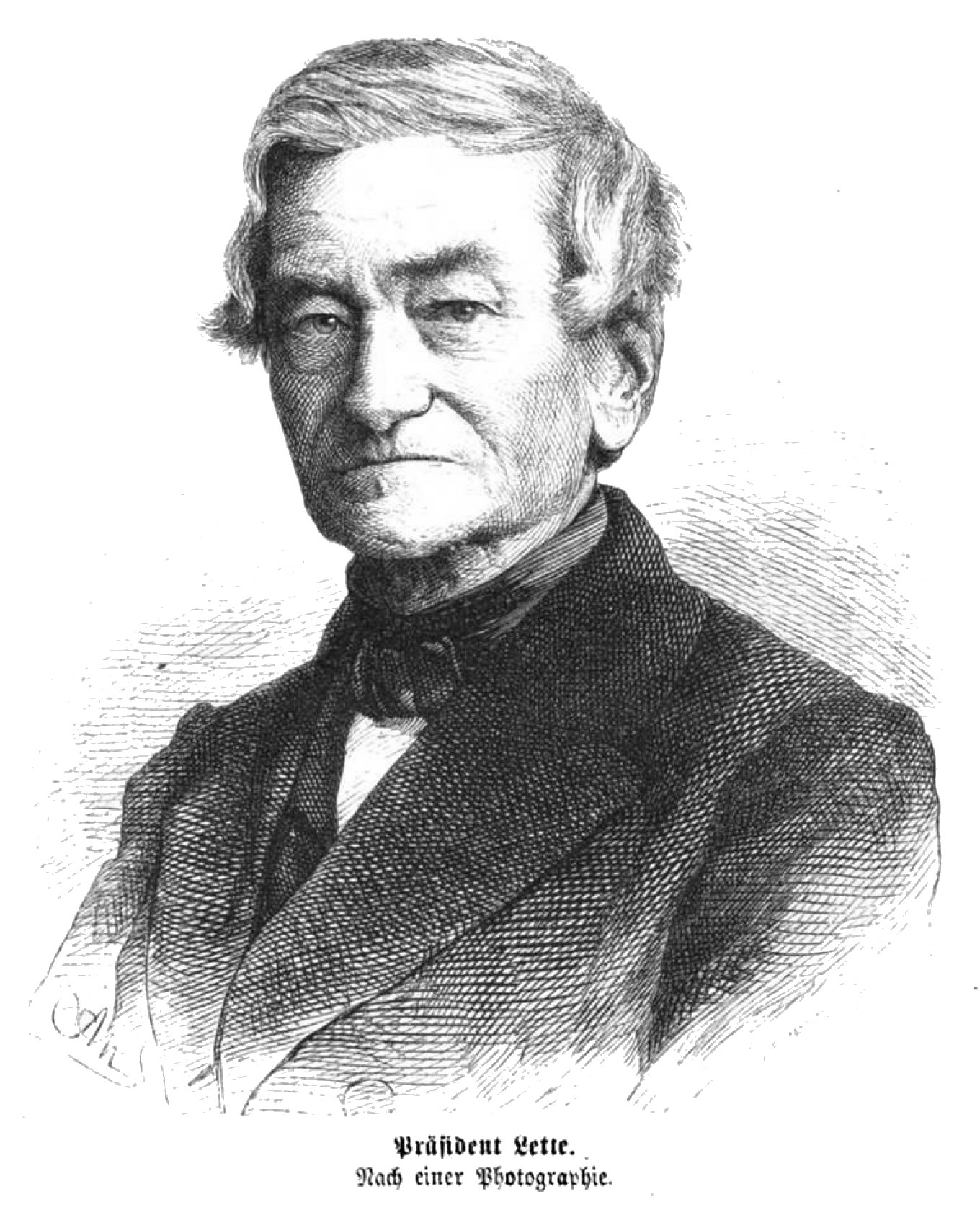
Wilhelm Adolf Lette

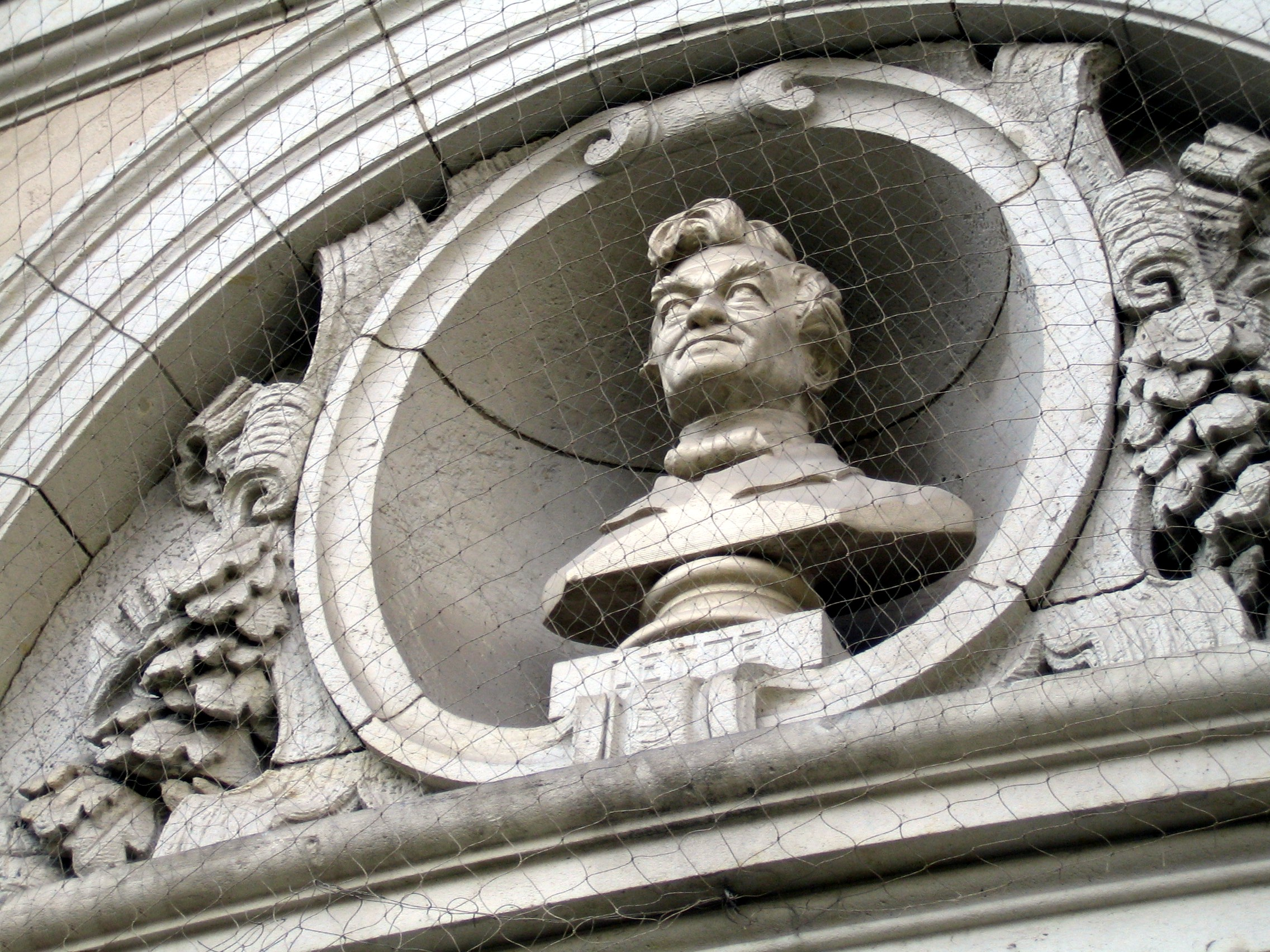
Büste Lettes am Haupteingang des Lette-Vereins

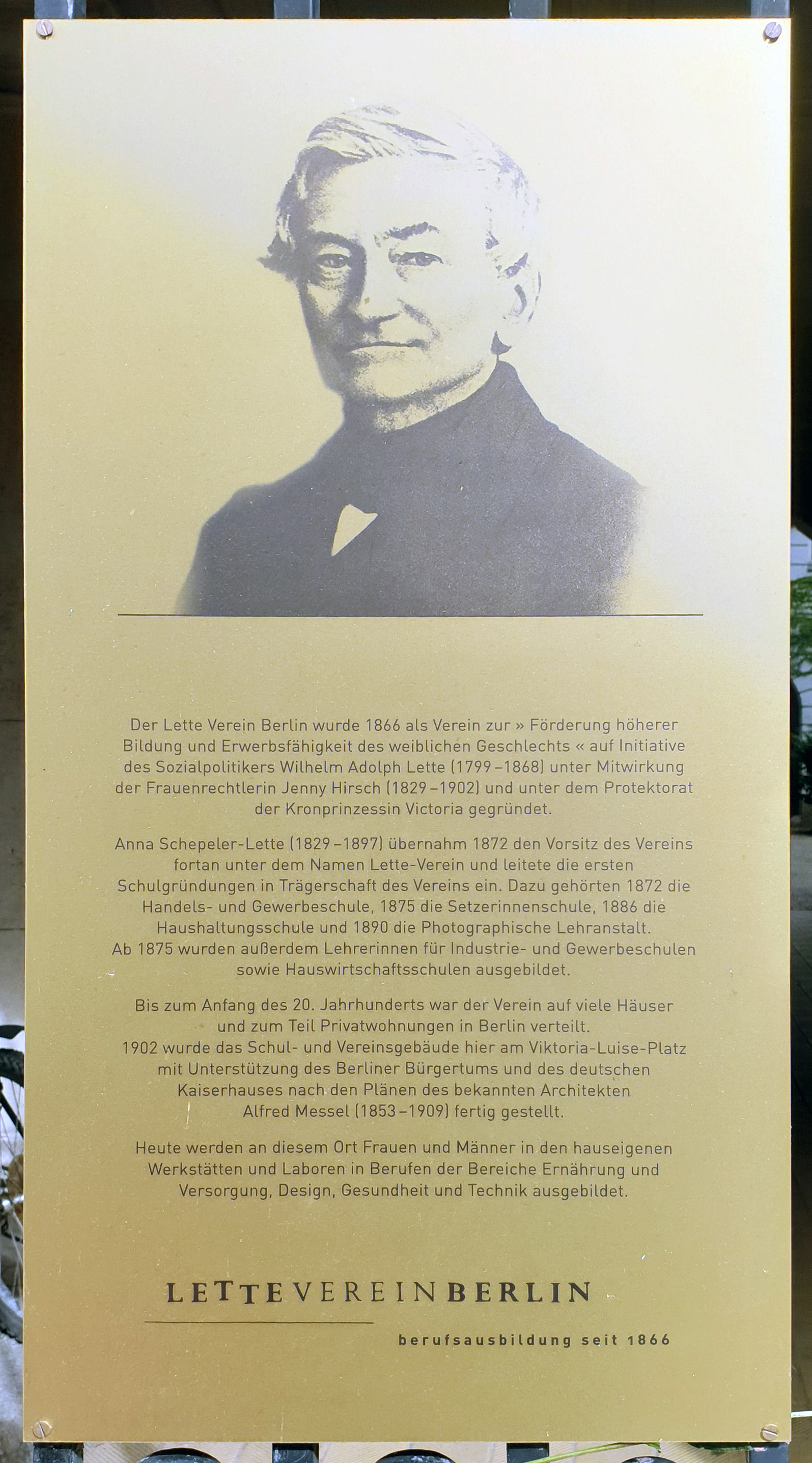
Gedenktafel am Lette-Verein, in Berlin-Schöneberg

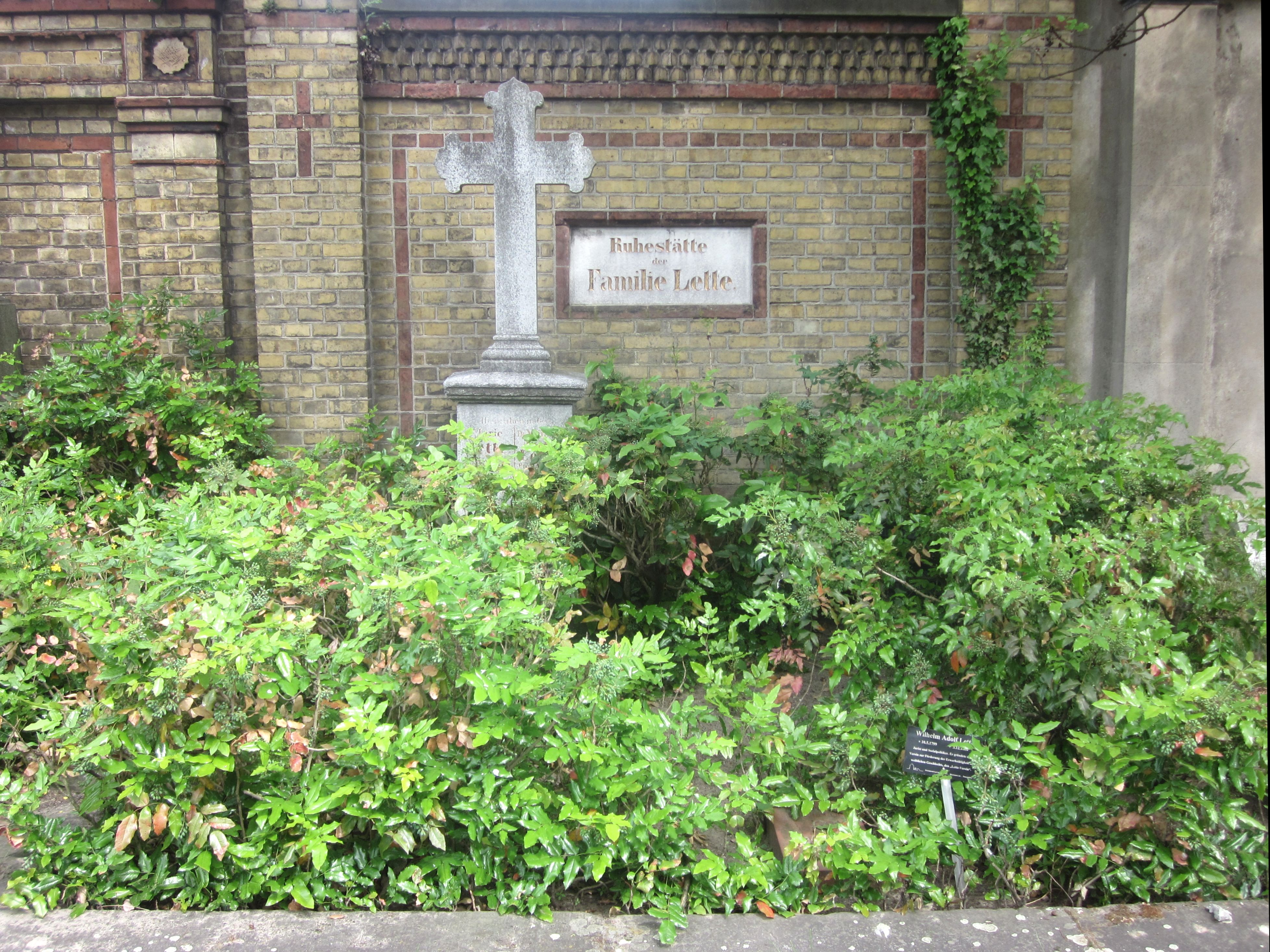
Ehrengrab von Wilhelm Adolf Lette in Berlin-Kreuzberg

Wilhelm Adolf Lette (* 10. Mai 1799 in Kienitz, Neumark; † 3. Dezember 1868 in Berlin) war ein deutscher Sozialpolitiker und Jurist. Vater von Anna Schepeler-Lette und Marie Fischer-Lette.

## Leben
Wilhelm Adolf Lette war der Sohn eines Landwirtes, der ihn nach Berlin auf das Gymnasium zum Grauen Kloster schickte, an dem er auch seine Reifeprüfung ablegte. Danach studierte er ab 1816 an den Universitäten Heidelberg, Göttingen und Berlin Rechtswissenschaften. Während seines Studiums wurde er 1816 Mitglied der Burschenschaft Teutonia Heidelberg. In Berlin war er 1818 an der Gründung der Alten Berliner Burschenschaft beteiligt. Neben den Rechtswissenschaften beschäftigte sich Lette zusätzlich mit Staatswissenschaft und der Hegel’schen Philosophie. Als Burschenschafter und Besucher des Wartburgfestes wurde er im Rahmen der Demagogenverfolgung verhaftet und zu einer geringen Gefängnisstrafe verurteilt. Nach der frühen Aufhebung der Strafe war er ab 1821 Auskultator und Assessor. Zuerst war er am Gericht Frankfurt (Oder) und später in Landsberg tätig. 1825 wurde er bei der Generalcommission zu Soldin als Obergerichtsassessor angestellt, um 1834 zum Rat befördert nach Stargard versetzt zu werden. 1835 wurde er zum Oberlandesgerichtsrat in Posen und 1840 zum Dirigenten der volks- und landwirtschaftlichen Abteilung an der Regierung zu Frankfurt (Oder) ernannt. Im April 1843 wurde er als vortragender Rat in das Ministerium des Innern berufen. Von Januar 1844 bis zum Jahr 1854 war er ordentliches Mitglied im Landesökonomiekollegium. 1845 war er an der Gründung des Revisionsausschusses für Landeskultursachen beteiligt, dessen erstes Präsidium er übernahm.
Im Paulskirchenparlament von 1848 gehörte er dem volkswirtschaftlichen Ausschuss an. Von 1850 bis 1852 war er Abgeordneter der I. Kammer, 1852 bis 1855 der II. Kammer und von 1855 bis 1868 Mitglied im Preußischen Abgeordnetenhaus.
Beim ersten Kongreß deutscher Volkswirte im Jahre 1858, an dessen Zustandekommen er mitwirkte, wurde er in die „Ständige Deputation“ des Kongresses gewählt.
Im Preußischen Abgeordnetenhaus schloss sich Lette zunächst der Fraktion von Vincke an, gehörte 1863 bis 1866 zur Fraktion Linkes Centrum und trat 1866 in die Nationalliberale Partei ein. 1867 wurde er in den Norddeutschen Reichstag für den Reichstagswahlkreis Waldeck-Pyrmont gewählt. Im Frühsommer 1868 erkrankte er und verstarb ein halbes Jahr später.
Wilhelm Adolf Lette starb 1868 im Alter von 69 Jahren in Berlin. Beigesetzt wurde er in einem Erbbegräbnis auf dem Friedhof III der Jerusalems- und Neuen Kirche vor dem Halleschen Tor. Vor der Grabwand aus gelben und roten Klinkern steht ein hochgesockeltes Marmorkreuz. Auf Beschluss des Berliner Senats ist die letzte Ruhestätte von Wilhelm Adolf Lette (Grablage 322-EB-128) seit 1958 als Ehrengrab des Landes Berlin gewidmet. Die Widmung wurde zuletzt im Jahr 2016 um die inzwischen übliche Frist von zwanzig Jahren verlängert.

## Sozialpolitisches Engagement

### Für den Wohnungsbau
Mit Hermann Schulze-Delitzsch unterstützte Lette die 1841 gegründete erste gemeinnützige Baugenossenschaft Berlins. Im Wohnungsbau für die arbeitenden Schichten sah er eine Möglichkeit der tatsächlichen Hilfe zur Selbsthilfe.

„...nur durch die eigene sittliche und wirthschaftliche Erhebung, durch Selbsthülfe, durch die selbstthätige Mitwirkung der Arbeiter und deren Erkenntniß, daß jeder Mensch zunächst selber für sein sittliches und wirthschaftliches Wohl verantwortlich ist“

 könne eine Verbesserung der sozialen Lage erreicht werden.
Viele Industrielle wie z. B. Franz August Mammen förderten auf diese Anregung hin Baugenossenschaften ihrer Betriebsangehörigen.
Die Lette-Kolonie in Berlin-Reinickendorf und die Lette-Straße in Berlin-Pankow und auch in Plauen haben bis heute das Andenken an Lettes Engagement erhalten.

### Für Kindergärten
Lette unterstützte zusammen mit Lina Morgenstern engagierte Berliner Frauen bei der Gründung des  Berliner Frauen-Vereins zur Beförderung der Fröbel’schen Kindergärten. Vermutlich im Hintergrund setze er sich für die Aufhebung des Kindergartenverbots ein und war 1859 an der Berliner Vereinsgründung beteiligt.

### Für die Erwerbstätigkeit und Berufsbildung von Frauen
Lette war 1866 in Berlin aktiv an der Gründung des Vereins zur Förderung höherer Bildung und Erwerbsfähigkeit des weiblichen Geschlechts, heute Lette-Verein beteiligt, dessen Vorsitz er auch übernahm. Der Verein wollte Erwerbstätigkeit von Frauen fördern, um unverheiratete bürgerliche Frauen wirtschaftlich abzusichern. Als erste Einrichtung dieser Art wurde der Lette-Verein vorbildlich für alle Berufsbildungsstätten für Frauen in Deutschland.
In der Denkschrift über die Eröffnung neuer und die Verbesserung der bisherigen Erwerbsquellen für das weibliche Geschlecht hatte Lette die in Preußen realistischen Ziele bezüglich der Frauenpolitik zusammengefasst:

„Was wir nicht wollen und niemals, auch nicht in noch so fernen Jahrhunderten wünschen und bezwecken, ist die politische Emanzipation und Gleichberechtigung der Frauen. Wenn sogar der berühmte englische Nationalökonom John Stuart Mill das aktive und passive Wahlrecht, die Vertretung und Teilnahme an politischen Versammlungen zu vindizieren geneigt ist, so befindet er sich dabei im Widerspruch, wie mit den tausendjährigen Einrichtungen aller Staaten und Völker, so auch mit der Natur und Bestimmung des Weibes und mit den ewigen Gesetzen der göttlichen Weltordnung.“

Lette habe damit „das Feld gesellschaftlicher Betätigung der Frau in der göttlichen und preußischen Weltordnung für die vergangenen, jetzigen und alle kommenden Zeiten“ abstecken wollen, spottete Clara Zetkin in ihrer Schrift Zur Geschichte der proletarischen Frauenbewegung Deutschlands.
Ab 1872 – unter der Leitung seiner ältesten Tochter Anna Schepeler-Lette – wurde der Verein Schulträger. Die Schulen des Lette-Vereins befinden sich seit 1902 in Berlin-Schöneberg am Viktoria-Luise-Platz. In mehreren Berufsfachschulen werden bis heute junge Menschen in den Bereichen Design, Ernährung, Gesundheit, Technik ausgebildet.

### Vereins- und Kuratoriumsmitgliedschaften
- Centralverein für das Wohl der arbeitenden Klassen
- Berliner Handwerkerverein
- Verein zur Förderung höherer Bildung und Erwerbsfähigkeit des weiblichen Geschlechts (bis 1868 dessen Vorsitzender)
- Kongress deutscher Volkswirte (bis 1868 dessen Vorstand)
- Deutsche Pestalozzi-Stiftung (bis 1868 deren Vorsitzender)
- Konstitutioneller Club Berlin (1848 Mitgründer und Leiter)

## Politische Betätigung
- Mitglied der Frankfurter Nationalversammlung und gehörte darin der sogenannten Casinopartei an.
- Mitglied des Preußischen Landtags.
- Mitglied des Reichstags des Norddeutschen Bundes.
- Lette wurde zu den Führern der liberalen Partei gezählt.

## Werke
- Beleuchtung der preußischen Eherechtsreform. Berlin 1842.
- Die ländliche Gemeinde- und Polizeiverfassung in Preußens östlichen und mittleren Provinzen. 1848.
- Die Gesetzgebung über Benutzung der Privatflüsse zur Bewässerung von Grundstücken. 1850.
- Die Landesculturgesetzgebung des preußischen Staates. 3 Bände. 1853–1854.
- Die Wohnungsfrage. Berlin 1866. (Digitalisat)
- Das landwirthschaftliche Kredit- und Hypothekenwesen. Berlin 1868. (Digitalisat)